# Куспанколь
Куспанколь (каз. Құспанкөл) — село в Сырымском районе Западно-Казахстанской области Казахстана. Входит в состав Шолаканкатынского сельского округа. Код КАТО — 275859400.

## Население
В 1999 году население села составляло 513 человек (266 мужчин и 247 женщин). По данным переписи 2009 года, в селе проживало 365 человек (192 мужчины и 173 женщины).